# 28394 Mittag-Leffler
28394 Mittag-Leffler este un asteroid din centura principală de asteroizi.

## Descriere
28394 Mittag-Leffler este un asteroid din centura principală de asteroizi. A fost descoperit pe 13 septembrie 1999 la Prescott (Arizona) de Paul G. Comba. Asteroidul prezintă o orbită caracterizată de o semiaxă mare de 2,79 ua, o excentricitate de 0,14 și o înclinație de 1,3° în raport cu ecliptica.